# Famille Tellenne
 (juin 2022).
Il peut être nécessaire de l'améliorer pour respecter le principe de neutralité de point de vue. Veuillez consulter la page de discussion pour plus de détails.

 (juin 2022).
La famille Tellenne est une famille française qui a donné au XXe siècle plusieurs personnalités.

## Guy Tellenne et Annick Lemoine

### Guy Tellenne
Guy Tellenne (1909-1993) est ancien élève de l'École normale supérieure de la rue d'Ulm, agrégé, poète, haut fonctionnaire au ministère de la Culture et sous-directeur de l'Institut français d'Athènes.
Il est l'auteur de :
- Les Pompiers de l'insolite, Éditions Grasset, 1975,  (ISBN 2-246-00215-X)
- Tout nous sera rendu, collection La Poésie, la vie, Éditions Saint-Germain-des-Prés, 1981,  (ISBN 2-24301-594-3)

### Annick Lemoine
Annick Lemoine, née en 1925, est licenciée en lettres et en droit. Elle a enseigné, a été journaliste et animatrice sur la chaîne de télévision KTO sous le nom d'Annick Tellenne,.
Elle est l'auteur de :
- Je vous aime, Éditions Grasset, mai 1996,  (ISBN 2-24652-999-9)
- Le goût de vivre, Éditions Ramsay, mai 2000,  (ISBN 2-84114-493-3)
- Le vrai journal d'Annick Tellenne, Éditions Ramsay, février 2003,  (ISBN 2-84114-642-1)

### Leur descendance
- Guy Tellenne épouse Annick Lemoine. De cette union naissent quatre garçons :
  - Bruno Tellenne (né le 22 novembre 1951) alias Basile de Koch. Le 11 juin 1994, il épouse Virginie Merle alias Frigide Barjot, née le 25 septembre 1962
  - Éric Tellenne (1953), écrivain.
  - Olivier Tellenne (1948)
    - Cédric Tellenne (1973), professeur agrégé d'histoire, auteur de nombreux ouvrages de géopolitique, directeur de collection à La Découverte
    - Cyril Tellenne (1976), réalisateur pour le cinéma et la télévision

  - Marc Tellenne (né le 6 août 1961) alias Karl Zéro. Il épouse Anne-Laure Chaptel alias Daisy d'Errata.
    - Anaïs Tellenne (1987)
    - Gabin Tellenne (1991)
    - Vincent Tellenne (2000)[4]

## Éric Tellenne
Licencié ès lettres, il collabore à Radio Nova sous le pseudonyme de Raoul Rabut, puis à Nulle part ailleurs sur Canal+, à Magazine hebdo et à Valeurs actuelles.
Il est l'auteur sous son pseudonyme Raoul Rabut de :
- Un tas d'œufs frits dans un chapeau : chroniques morales, éditions Autrement, 1985,  (ISBN 978-2-86260-138-0)
- avec son frère Marc alias Karl Zéro, Le Tronc, éditions Albin Michel, 1993,  (ISBN 978-2-226-06384-7).

En 1998, il obtient le prix Henri Mondor de l'Académie française,.
Il est l'auteur sous son propre nom de :
- La Clé des chants, éditions Ramsay, 1997
- Miss American Pie, éditions Albin Michel, 2001,  (ISBN 2-22612-189-7)
- La Ligne de cœur, éditions de la Table Ronde, 2003,  (ISBN 2-71032-610-8)

## Cédric Tellenne
Agrégé d'histoire, diplômé de géographie, il enseigne la géopolitique en classes préparatoires au lycée Saint-Jean de Douai (2001-2008), Sainte-Geneviève à Versailles (2008-2015) puis au lycée Stanislas à Paris VIème (depuis 2015). Il collabore depuis 2020 à la Prépa Autrement (Paris XVIème). Il siège au jury du CAPES externe d'histoire-géographie entre 2011 et 2015, ainsi qu'aux jurys des concours ESSEC et ESCP-HEC. 
Conférencier et auteur d'une vingtaine d'ouvrages aux éditions Ellipses, PUF et La Découverte, dont les plus récents :
- Introduction à la Géopolitique, éditions La Découverte, collection Repères, 2019
- Géopolitique des énergies, éditions La Découverte, collection Repères, 2021
- Géopolitique et géoéconomie du monde contemporain, en codirection avec G. Delamotte, La Découverte, collection Repères, 2021

## Pour approfondir